# 柊一希
柊 一希（ひいらぎ かずき、5月10日 - ）は、日本の男性声優。滋賀県出身。ぷろだくしょんバオバブ所属。

## 人物
資格は普通自動車免許。
特技はタイピング、eスポーツ、ポエム作り。趣味はホットヨガ、イルミネーション巡り、散歩、部屋の掃除、麻雀、フィットネスボクシング、作詞。
方言は関西弁。

## 出演作品

### テレビアニメ
- エタニティ 〜深夜の濡恋ちゃんねる♡〜（2020年、安藤）
- 裏世界ピクニック（2021年、海兵隊員）

### 劇場アニメ
- みつばちマーヤの大冒険（2016年、護衛）

### ゲーム
- タワー オブ アイオン
- 実況パワフルプロ野球2018（2018年、応援歌歌唱）
- 英雄クロニクル（2020年）[3]
- 白猫プロジェクト「Lost Weather Cord－晴れと雨のキズナ－」（2020年）[4]
- ソルクレスタ（2022年、ディータ[5][6]） - DLC追加キャラクター

### 吹き替え
- FBI: 特別捜査班（アダム）
- シドニーとがんばりマックス

### ボイスドラマ
- 千年出版社第一編集部の編集男子が好きなもの〜ちょっぴり懐かしい都市伝説編〜（2021年、大豆生田健吾[7]）
- みらい文庫ちゃんねる
  - 絶対好きにならない同盟（2021年、蓮見玲[8]）
  - 海色ダイアリー（2021年、四季[9]）

### デジタルコミック
- ジャンプチャンネル 青少年有害環境規制法（2021年、未架[10]）
- 野いちご・ベリーズカフェチャンネル
  - 明智家は溺愛をたくらむ。（2021年、明智周[11]）
  - クール、なのに夜は甘くて。～同居人は溺愛中毒～（2022年、須永希夜[12]）
- ゼロサムYouTubeチャンネル
  - 王子様に溺愛されて困ってます～転生ヒロイン、乙女ゲーム奮闘記～（2023年、アーサー・フェリクス・ストライド[13]）
  - どうやら私が聖女なのですが、望み通り追放されてあげようと思います。（2023年、アシュラ[14]）

### その他コンテンツ
- AHS 入力文字読み上げソフト「VOICEPEAK」（男性3）
- FM西東京 You Got チャンネルα（アシスタントパーソナリティ）
- 大阪1314 vステーションゾーンシングル
- ラジオCM 大阪アミューズメントメディア総合学院